# Kukačka krahujčí
Kukačka krahujčí (Hierococcyx sparverioides) je druh kukačky z rodu Hierococcyx s širokým areálem rozšíření napříč jižní, východní a jihovýchodní Asií. Své druhové jméno odvozuje od nápadné podobnosti s krahujcem obecným.

## Systematika
Kukačku krahujčí formálně popsal v roce 1845 irský zoolog Nicholas Aylward Vigors pod názvem Cuculus sparverioïdes. Jedná se o monotypický taxon. Druhové jméno sparverioides pochází z latinského sprverius (krahujec) a řeckého -oidés („připomínající“ – ve smyslu „podobný jako“). Podobně i české druhovo jméno je odvozeno z podobnosti kukačky krahujčí s krahujcem obecným, kterému se podobá nejen velikostí a tvarem těla, ale i křídly, ocasem a dokonce i zbarvením opeření. Podle mitochondriální analýzy je sesterským taxonem kukačky krahujčí kukačka pestrá (Hierococcyx varius).

## Výskyt
Kukačku krahujčí obývá pevninskou část východní, jižní a jihovýchodní Asie od Himálaje po Zadní Indii a východní Čínu. V ostrovní části jihovýchodní Asie se vyskytuje od Bornea přes Sumatru a Sulawesi po Jávu a Filipíny. Jedná se o migrační druh, takže v severních částech areálu rozšíření se vyskytuje hlavně v létě a v jižních částech areálu výskytu převážně v zimě. Stanoviště kukačky tvoří husté i otevřenější lesy, někdy i travnaté plochy s řídce osázenými stromy.

## Popis

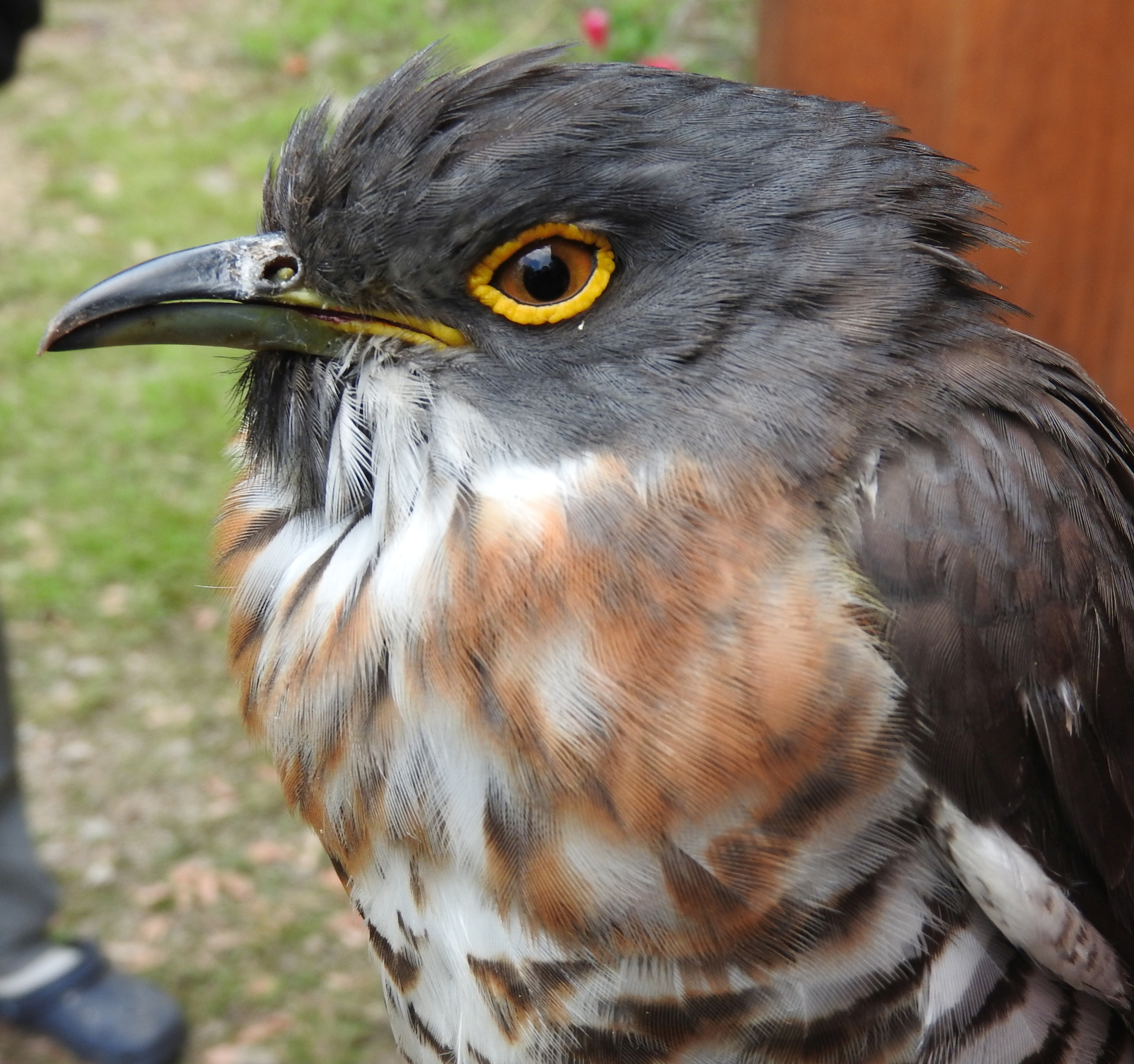
Detail hlavy

Kukačka krahujčí dosahuje délky kolem 38–40 cm. Vyskytuje se v tmavé a světlé morfě. Tmavá morfa má šedou hlavu se žlutým očním kroužkem. Svrchní část těla včetně ocasu jsou šedohnědé, přičemž ocas má výrazné příčné černé pruhování. Podobně pruhovány jsou i letky. Spodina je světlá s šedými proužky na hrdle a tmavšími proužky na hrudi a ještě většími pruhy na břichu. Světlá morfa má podobné vzory jako tmavá morfa, avšak barvy jsou mnohem světlejší a proužkování na spodině je méně výrazné. Duhovky obou morf jsou žluté či oranžové, oční kroužek je žlutý. Mírně dolů zahnutý zobák je shora černý, zespoda žlutozelený. Nohy jsou bledě žlutooranžové.

## Biologie
Živí se hmyzem, jako jsou housenky, cvrčci, kobylky,  mravenci, švábi a brouci. Nepohrdne ani pavouky, vejci jiných ptáků nebo bobulemi. Ozývá se pronikavým hlasitým dvounotým hvizdem pi-péah. Jedná se o plachý druh, který se většinou zdržuje ve středních nebo horních patrech stromového baldachýnu. Na Filipínách se vyskytuje převážně u země. Často je obětí mobbingu ze strany pěvců.

### Hnízdění
Jedná se o hnízdního parazita. Doba hnízdění se odvíjí od lokace, resp. doby hnízdění kukaččiných hostů v patřičné oblasti. např. v Himálajích to je od dubna do července, což je hnízdní období tamějšího hosta strdimila proužkovaného (Arachnothera magna).
K zaznamenaným hostům kukačky patří mj. zástupci následujících čeledí: ťuhýkovití (ťuhýk královský (Lanius schach)), krkavcovití (straka obecná (Pica pica)), bulbulovití (bulbul šupinkový (Pycnonotus cafer)), Cettidae (cetie hnědoboká (Horornis fortipes)), timáliovití (např. křivozobka indočínská (Erythrogenys erythrocnemis)), Leiothrichidae (např. sojkovec škraboškový (Pterorhinus perspicillatus)), lejkovití (např. drozdík malý (Brachypteryx leucophris)) nebo strdimilovití ( např.strdimil proužkovaný (Arachnothera magna)).

## Ohrožení a početnost
Mezinárodní svaz ochrany přírody (IUCN) považuje kukačku krahujčí za málo dotčený druh. Populace sice nebyla kvantifikována, avšak kukačka je popisována ve svém areálu výskytu jako docela běžná.